# Cobalt(III) nitrat
Cobalt(III) nitrat là một hợp chất vô cơ có công thức hóa học Co(NO3)3. Hợp chất này tồn tại dưới dạng là các tinh thể màu xanh lục, tan trong nước nhưng không nhiều. Nó hòa tan trong clorofom, thăng hoa ngay ở nhiệt độ phòng.

## Điều chế
Cobalt(III) nitrat có thể được điều chế bằng cách cho dinitơ pentoxide tác dụng với cobalt(III) fluoride ở nhiệt độ cao. Hợp chất tinh khiết được tạo ra bằng cách thăng hoa hợp chất ở 40 °C (104 °F; 313 K).

## Cấu trúc
Hợp chất có ba phối tử nitrat tạo ra một sự sắp xếp bát diện biến dạng. Các ion nitrat xấp xỉ phẳng và nằm trên ba mặt phẳng vuông góc với nhau. Độ dài liên kết Co–O dài khoảng 190 pm. Góc O–Co–O của hai oxy trong cùng một nitrat là khoảng 68°.

## Phản ứng
Cobalt(III) nitrat tan trong nước, nhưng dung dịch không ổn định do có phản ứng oxy hóa – khử. Dung dịch màu xanh lá cây ban đầu nhanh chóng chuyển sang màu hồng, với sự hình thành các ion cobalt(II) và giải phóng oxy.

## Hợp chất khác
Co(NO3)3 còn tạo một số hợp chất với NH3, như:
- Co(NO3)3·3NH3·3H2O – tinh thể màu đỏ carmin;[5]
- Co(NO3)3·4NH3·H2O – tinh thể màu đỏ;[6]
- Co(NO3)3·5NH3 khan – tinh thể đỏ nhạt-tím, monohydrat là bột hoặc tinh thể màu đỏ;[5]
- Co(NO3)3·6NH3 – tinh thể màu vàng kim loại hoặc hình kim màu vàng cam, tan trong nước (cứ 1 phần phức chất thì tan được trong 60 phần nước).[5]

Co(NO3)3 còn tạo một số hợp chất với NH2OH, như Co(NO3)3·6NH2OH là tinh thể hình kim dài màu vàng đến vàng kim loại, rất dễ nổ, tạo ra hợp chất cobalt(II).
Co(NO3)3 còn tạo một số hợp chất với CSN3H5, như Co(NO3)3·3CSN3H5·3H2O là tinh thể tím nhạt.